# شرشال
شرشال، إحدى المدن الجزائرية وبلدية مطلة على البحر الأبيض المتوسط تابعة لدائرة شرشال بولاية تيبازة وتبعد بـ 90 كم غرب مدينة الجزائر.تتربع على مساحة قدرها 95.7كم ² وبتعداد 53171 نسمة

## أصل تسمية شرشال
- اختلفت المصادر حول اسم مدينة «شرشال» فهناك من ارجعها إلى أصل بربري قديم بقدم المدينة: شرشال وهي كلمة تتكون من جزئين تعني اثار التربة فكلمة «اشير» تعني «الاثار» و «شال» تعني «التراب» مما يكون اشير شال وهي شرشال، وهو ما توصل إليه المؤرخ الأستاذ محمد أرزقي فراد في كتابه "الأمازيغية آراء وأمثال (تيبازة نموذجا)"
- اما المعنى الثاني فهناك من يقول هي كلمة عربية وتعني صوت الماء القوي:«شرشار» وهذا يعود إلى كون المنطقة غنية بالمياه العذبة «شرشر الماء» بمعنى تقاطر وتفرق.

## تاريخ

### الفينيقيون
تدلّ معالم المدينة على أنّها خضعت للعديد من الإمبراطوريات وأنظمة الحكم المختلفة، فكانت في بادئ الأمر مدينة فينيقية تسمى “إيول”، ازدهرت في عهد القرطاجيين وكانت مركزا حضاريا وتجاريا هاما في شواطيء البحر الأبيض المتوسط، بينما يعتقد الكثير من العلماء أن شرشال كانت مستعمرة مصرية في منتصف الألف الثانية قبل الميلاد (1500ق.م)، أي قبل العهد الفينيقي، وذلك يعود لاكتشاف تمثال مصري في شرشال، على خرطوشة الفرعون تحتمس الأول 1493 -1482 قبل الميلاد، وهو تمثال منحوت من البازلت الأسود وجلسته جلسة الألوهية المصرية، وهو موجود اليوم في متحف المدينة.[بحاجة لمصدر]

### المملكة النوميدية

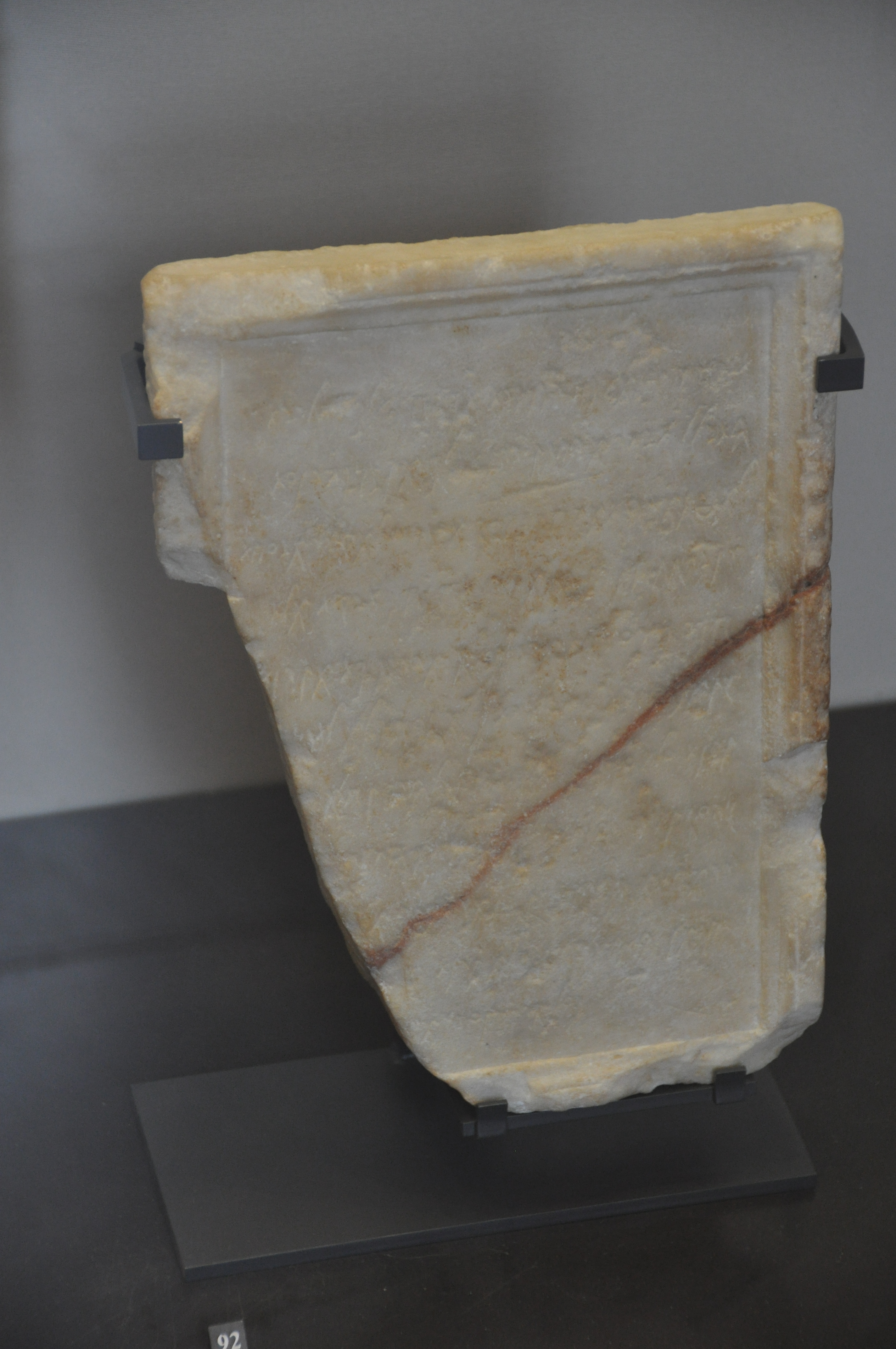
كتابة بونيقية في عهد مسيبسا

أصبحت المدينة واحدة من مدن المملكة النوميدية، فخضعت لحكم صيفاقس ثم بعد سقوط قـرطاجة استرجعت ايـول سنة 146 قبل الميلاد من طرف الملك النوميدي"مسيبسا" ابن ماسينيسا" ثم بوكوس الثاني، ملك موريطنية، وبعد انتصار الرومان على مملكة نوميديا عام 105 قبل الميلاد، استولى عليها الرومان.
  شارك يوبا الأول ملك نوميديا إلى جانب بومبي ضد الإمبراطور قيصر في الحرب الاهلية سنة 49 قبل الميلاد وبعد هزيمته انتحر وخلف وراءه ابنه «يوبا الثاني» الذي أخذوه إلى روما وعمره 5 سنوات وتلقى تربيته وتعليمه على أسس رومانية وفي سنة 25 ق. م بعد تسلمه العرش جعل من شرشال عاصمة لموريتانيا، وحوّل اسمها من أيول إلى “قيصرية” تكريما للإمبراطور الروماني أغسطس قيصر (31 ق.م 14 ق.م). وقد جعل يوبا الثاني من عاصمته “قيصرية” مركزا للثقافة اليونانية والرومانية وجهزت قيصرية بمنشات معمارية هامة منها المسرح، المدرج، الحمامات، الساحة العمومية، القناطر المائية، المسرح الروماني، المدرج الروماني والصور المحصن للمدينة... الخ. كما تحتوي على تحف تضاهي التحف الإغريقية اللاتينية.

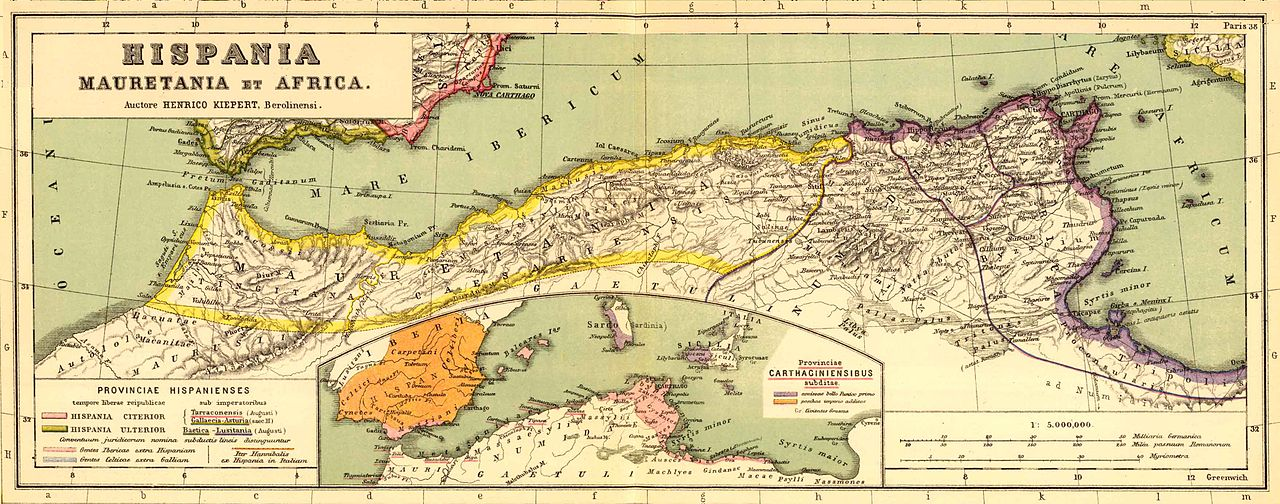
موريطانيا بالون الأصفر قبل التقسيم

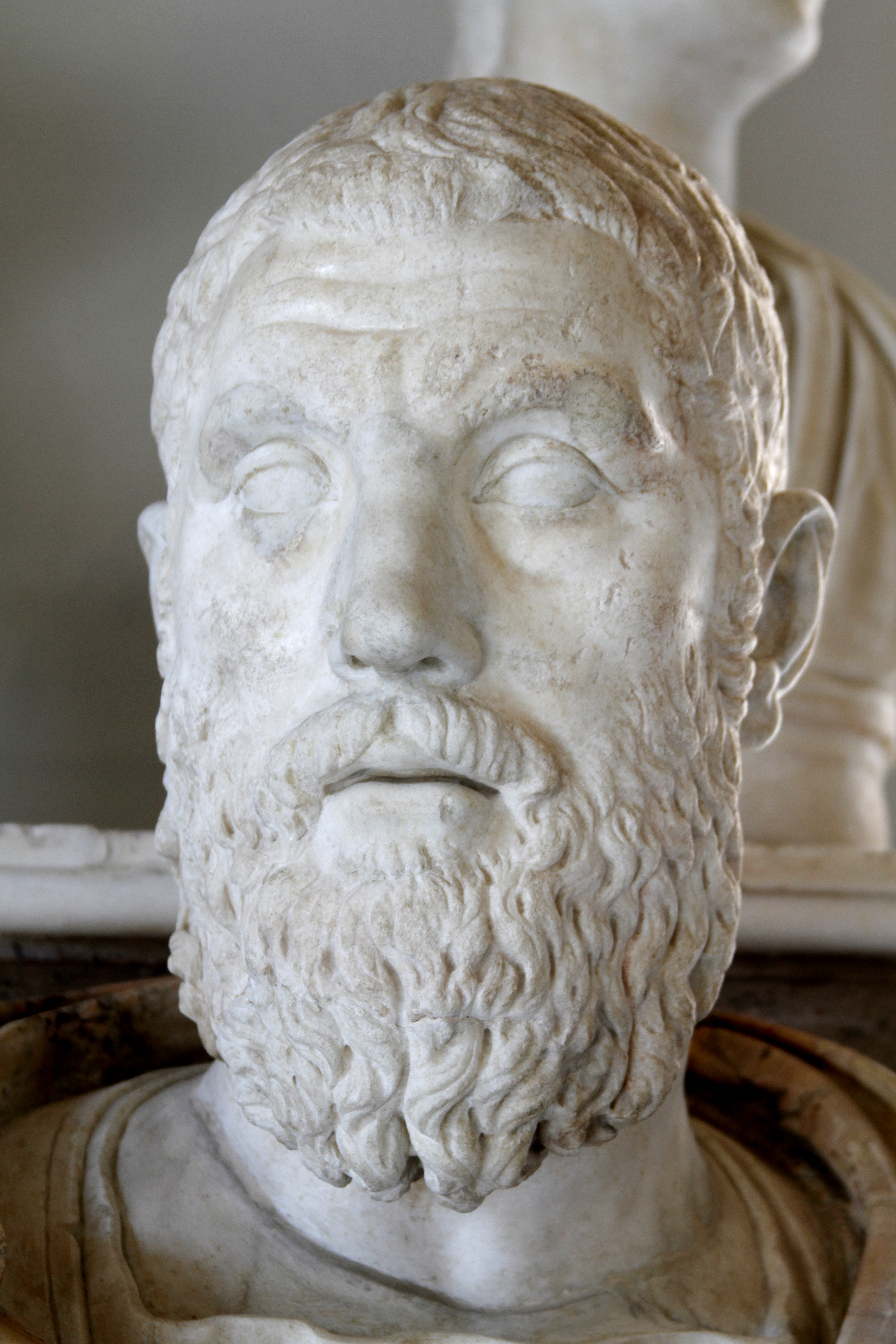
الأمبراطور ماكرينوس

### ما بعد المملكة النوميدية
عام 40 ميلادي بعد وفاة «بطليموس» ابن «يوبا الثاني» تم ضم المملكة إلى الإمبراطورية الرومانية وهذا في عهد الإمبراطور الروماني “كاليغولا” حيث فقدت مدينة قيصرية استقلالها، وأُلحقت بروما، وسُميت “كولونيا كلا وديا سيزاريا”، ورغم ذلك لم تفقد قيصرية مركزها الحضاري، لأنها أصبحت عاصمة للولاية الرومانية الجديدة التي شملت ثلثي الشمال الجزائري.
وشهد عام 372 م -375 م غندلاع ثورة فيرموسا حيث أحرقت المدينة لكنه إنهزم اما ثيودوس وبحلول 435 م تم دخول “الوندال” وتدميرهم للمدينة تدميرا لحق بكل المدن التي وصلوا إليها، ثم خضعت المدينة لـ”البيزنطيين” منذ عام 543م، هي و”تيبسا” المجاورة، وقد حاولوا أن يعيدوا لها شيئا من إشعاعها السابق، في إطار ما كانت تريده الإمبراطورية لإعادة مجد روما، لكن شرشال رجعت بعد ذلك إلى الانحدار حتى اختفت من الذاكرة. وبعد الفتح العربي الإسلامي لشمال إفريقيا سميت المدينة بشرشال.

### الفترة الزيانية

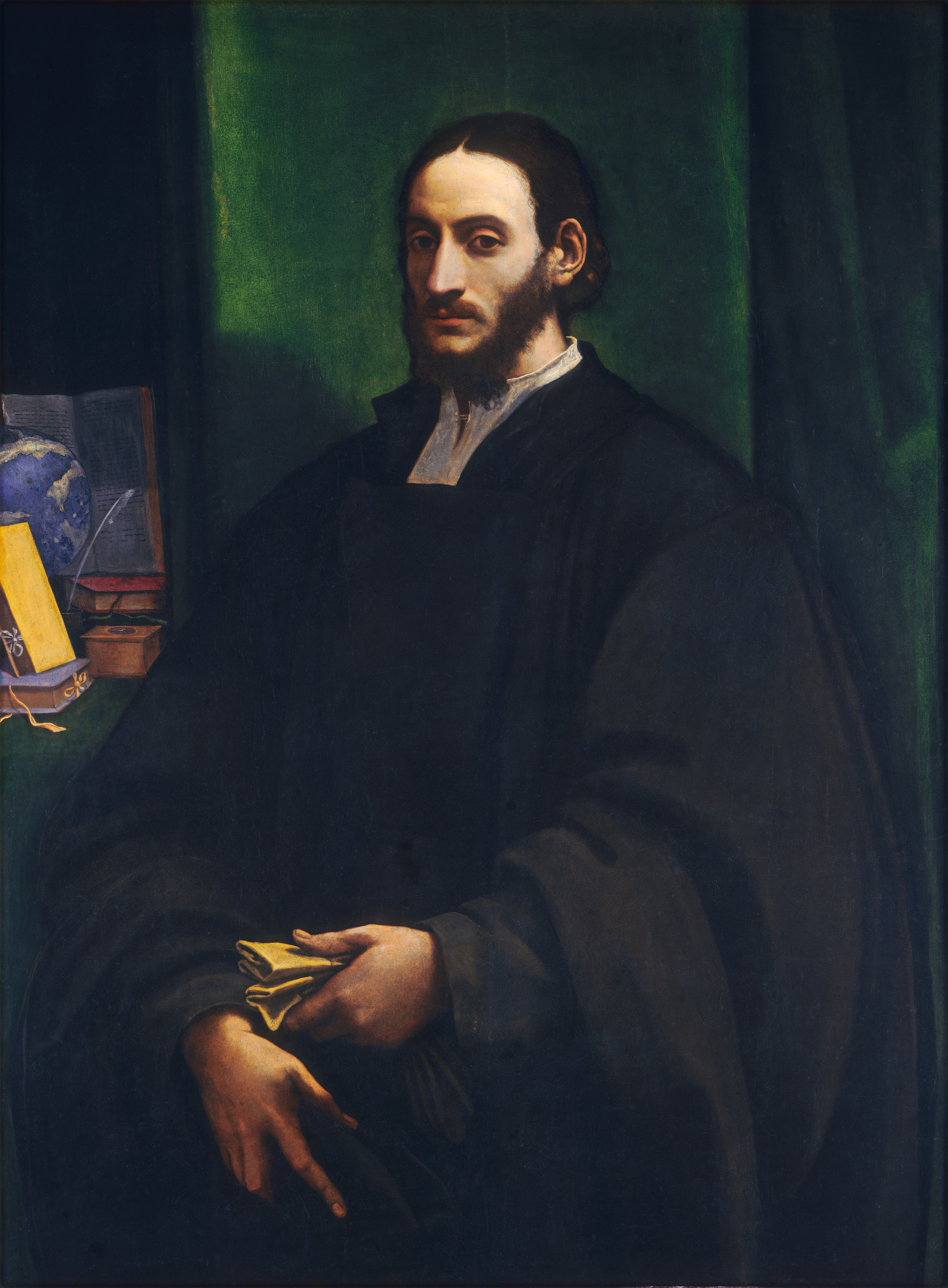
حسن الوزان

قام الرحالة المشهور الحسن الوزان بوصف العديد من مدن المغرب الأوسط وتطرق لمدينة شرشال ووصفها:
| شرشال | تلك هي مدينة كبيرة جدا وموغلة في القدم بنيت بدورها في عهد الرومان على ساحل البحر المتوسط ، وكان محيطها في الماضي يعادل ثلاثة أميال ، وهو طولجدار سورها الشديد الارتفاع والمبني بحجارة ضخمة منحوتة. ويظهر فيها بجوار البحر جامع كبير عال جدا لا يزال محرابه قائما حتى الآن وهو مستور كليا بالرخام من الداخل. وفي عصر مضى كانت هناك قلعة كبيرة قائمة فوق جرف صخري يمكن منها مراقبة البحر على مسافة شاسعة وتحيط بالمدينة أراض زراعية طيبة. ومع أن هذه المدينة تعرضت لتخريب شديد على أيدي القوط فإن قسما منها كان مأهولا بكثرة إبان الحكم الإسلامي. واستمر هذا الوضع مدة خمسمائة عام تقريبا. وبعدئذ هجرت المدينة في أعقاب الحروب بين ملوك تلمسان وملوك فاس ، وظلت خاوية خلال مدة تقارب ثلاثمائة عام حتى سقوط غرناطة بأيدي النصارى ، وحينئذ قصدها كثير من الغرناطيين وأعادوا بناء قسم كبير من منازلها وكذلك قلعتها وزرعوا أراضيها ، ثم بنوا كثيرا من سفن الملاحة ، وكانوا يزاولون كذلك أعمال صناعة الحرير ، لأنهم وجدوا كمية لا تحصى من أشجار التوت الأبيض والأسود. وتحسنت أحوال هؤلاء يوما بعد يوم حتى إنهم أصبحوا يسكنون مائتين وألفا من البيوت. ولم يخضعوا إلا لبربروس ، وكانوا يدفعون له ضريبة لا تزيد عن ثلاثمائة دينار في السنة. | شرشال |

### الفترة العثمانية

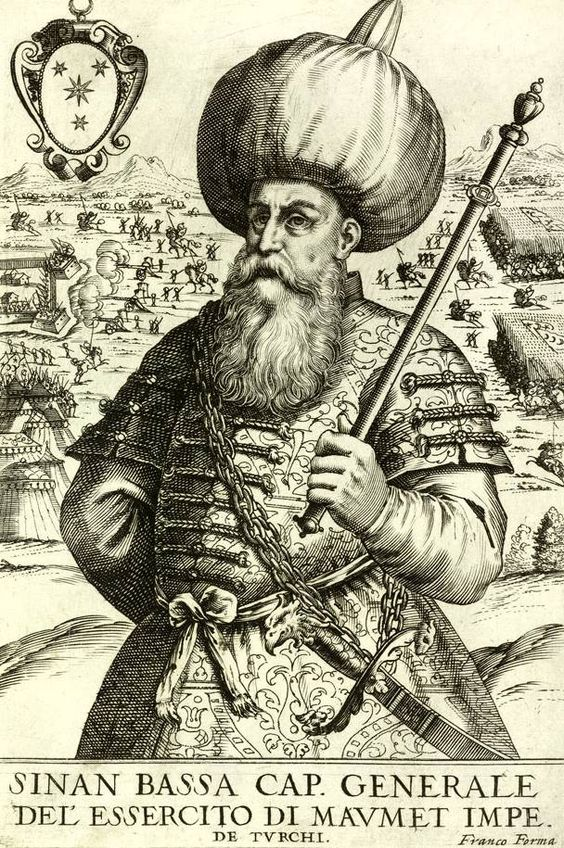
سنان باشا

شهدت شرشال في عهد العثمانيين إنتعاشا كبيرا بفضل الأندلسين الوافدين إليها بعد نفيهم من وطنهم على يد الإسبان لإذ وصل عددهم حوالي 1200 فرد وبحلول عام 1531م شهدت مدينة شرشال هجوم من قبل القرصان أندريا دوريا  القادم من جنوة الذي أراد إحتلال المدينة بغية تحرير 800 شخص من المساجين وكبح جماح الأندلسين الذين رمموا العديد من المنشآت بالمدينة لكن قدوم سنان باشا من جزيرة جربة أخلط جميع خطط الإسبان ولجأ سكان المدينة لإخلائها ثم قاموا بهجوم مضاد وساعدهم في ذلك قدوم بربروس بأسطوله نجم عنه مقتل400 إسباني وأسر 600 شخص وبعد ذلك أصبحت شرشال تابعة لدار السلطان ،وفي عام 1682و1683 شهدت المدينة قصف من قبل الفرنسيين تحت قيادة الأميرال دوكيزن .
بعد العديد من الحروب التي جرت وقائعها بالمدينة وقع أمر جلل إذ ضرب زلزال قوي عام 1753م تسبب في تدمير جزء كبير من المدينة ووفات 250 شخص 

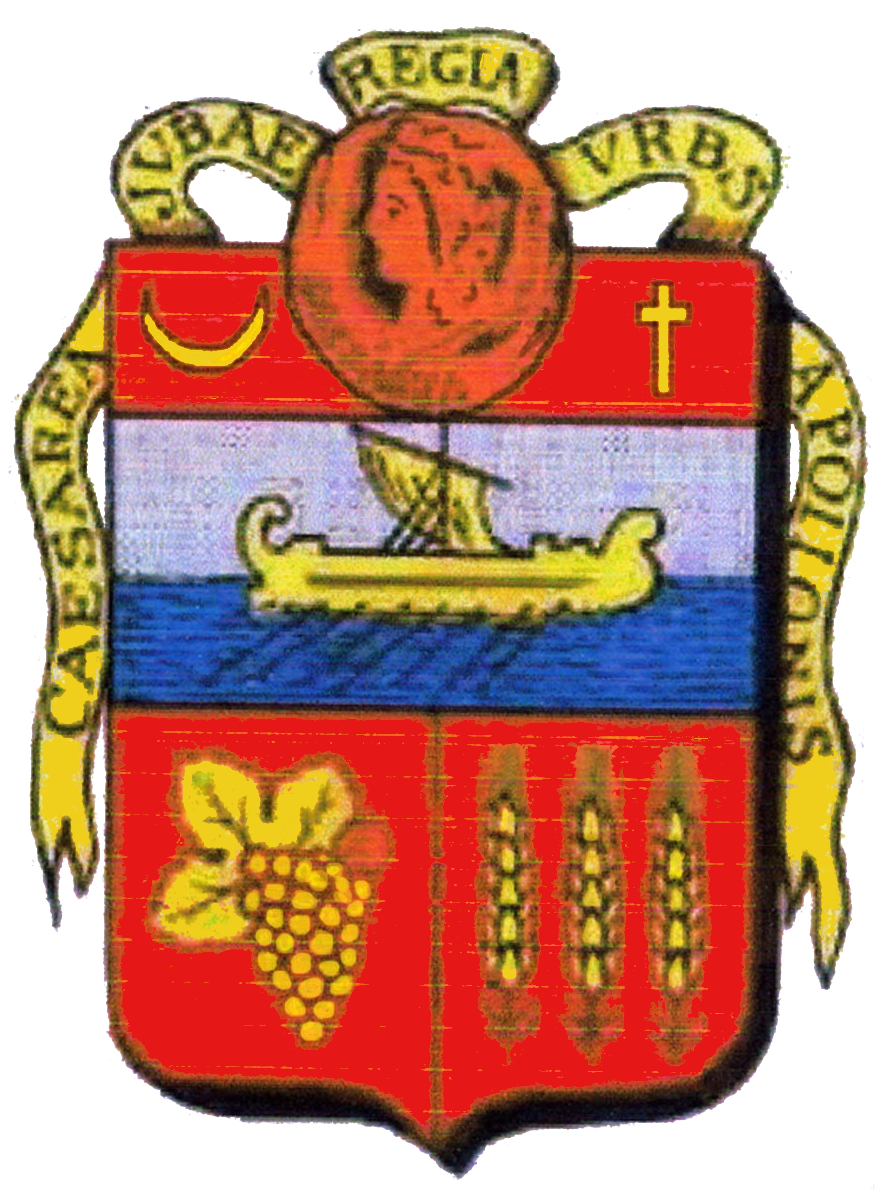
شعار المدينة

### الاستعمار الفرنسي
و مما يذكر أنه في عهد الاستعمار الفرنسي الأول لشرشال نقلت إلى متاحف في مدن باريس والجزائر وإن الكثير من المعالم الشرشالية دمرت من اجل حجارتها للأسف الشديد. المسرح الروماني الذي أستخدمت حجارته المكسوة في بناء الثكنات الفرنسية. بينما أستخدمت مواد الهيبودروم (المضمار) في بناء الكنيسة.بينما رواق الهيبودروم الذي كان معمدا بأعمدة من الغرانيت والرخام وممهدا بدرجات سلالم جميلة، دمر على يد الكاردينال المسيحي (لافيغيريه) في بحثه عن قبر القديسة المسيحية (مارسيانا)

## متحف شرشال

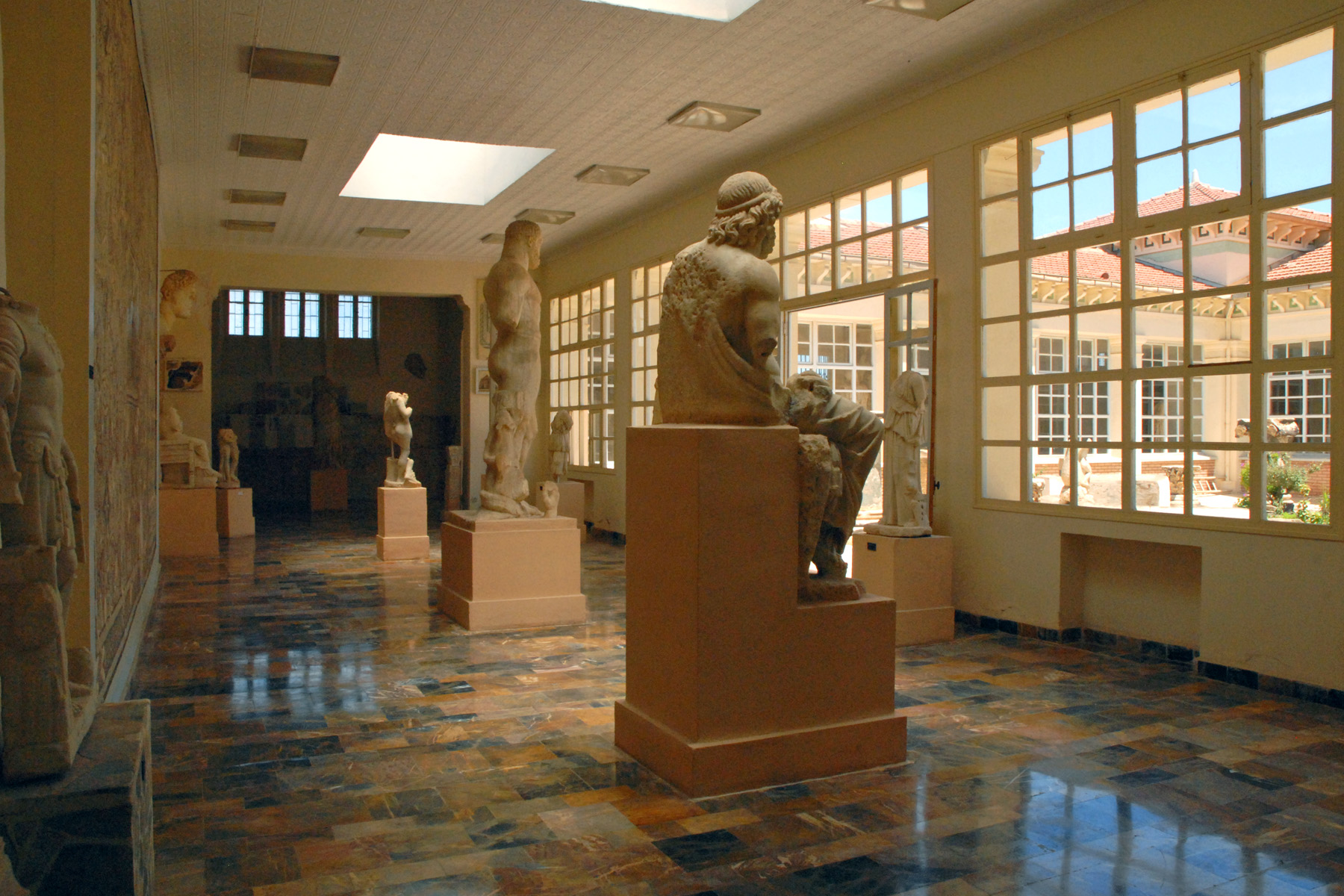
متحف شرشال

- يعد متحف شرشال الذي يضم تماثيل متنوعة اكتشفت في أفريقيا مثل: التماثيل الضخمة للإلاهين الرومانيين أسكليبيوس وباخوس.
- ويوجد في جنوب المتحف بعض الآثار الرومانية مثل:
- الفوروم،
- البازيليكا السيفيلية،
- وكذلك المسرح الروماني الذي كان يسع من 10,000 آلاف إلى 14,000 آلاف مقعد، وإلى الغرب توجد الحمامات.

## الأكاديمية العسكرية لمختلف الأسلحة

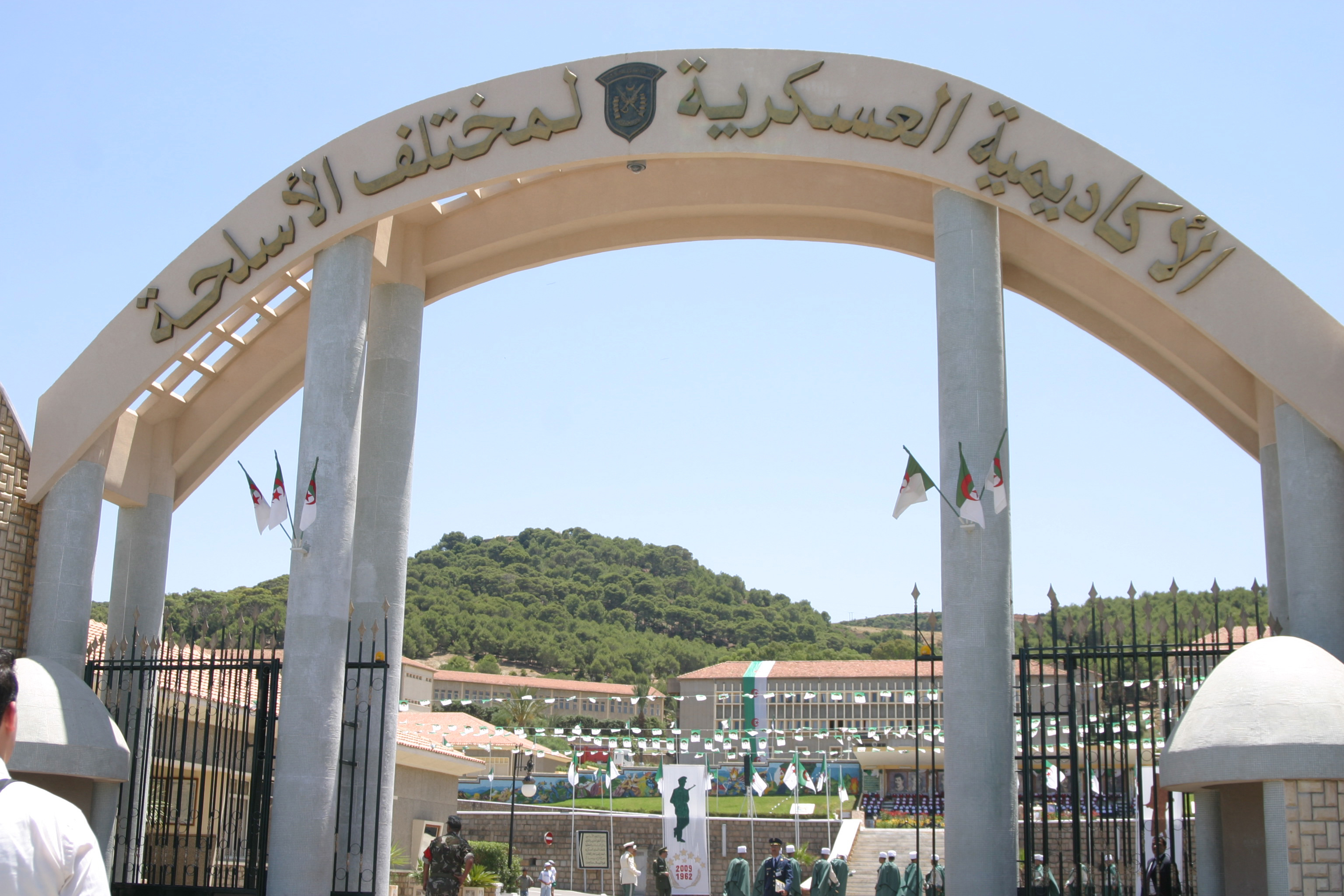
مدخل الأكاديمية العسكرية

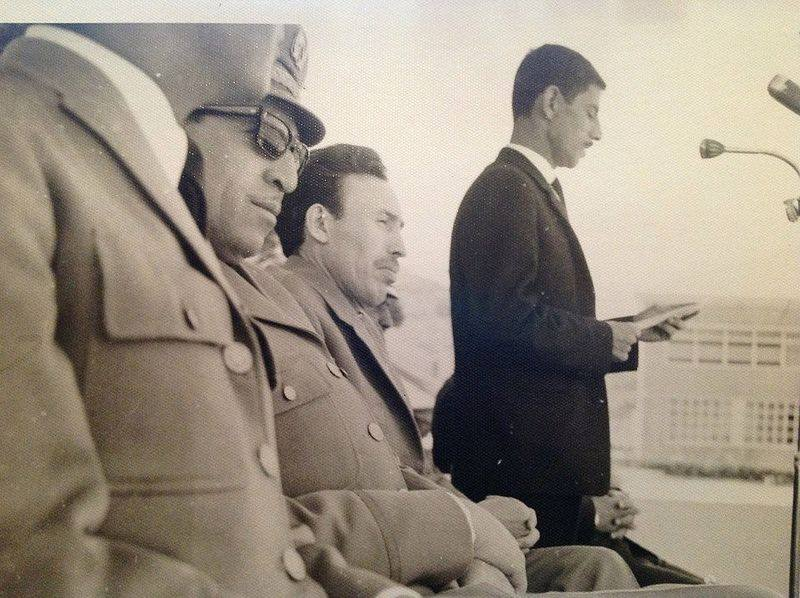
المرحوم هواري بومدين بالكلية شرشال العسكرية

- مدخل الأكاديمية العسكريةالأكاديمية العسكرية لمختلف الأسلحة بشرشال التي تعد أول مؤسسة تكوينية عسكرية للجزائر المستقلة المرحوم هواري بومدين بالكلية شرشال العسكريةأنشأت في جوان 1963 تحت تسمية المدرسة العسكرية لمختلف الأسلحة حيث كانت تسهر على تكوين الضباط وضباط الصف سليلي جيش التحرير الوطني.وتحمل إسم الأكاديمية العسكرية هوراي بومدين[5]
- وابتداء من 1996 أصبحت هذه المؤسسة تشرف على تكوين ضباط الاحتياط للخدمة الوطنية ثم تكوين الضباط العاملين بداية من 1973.
- وفي 1974 أعيد تنظيم المؤسسة بترقيتها إلى مصاف كلية عسكرية لمختلف الأسلحة تضمن دورات تكوينية لضباط قيادة الأركان وكذا دورات تأهيلية بداية من 1978.
- وفي 1979 أصبحت المؤسسة تعرف بالأكاديمية العسكرية لمختلف الأسلحة قبل أن تلحق في 1991 بقيادة القوات البرية حيث أصبحت توفر تكوينا عاليا لضباط قيادة الأركان وتكوينا قاعديا للطلبة الضباط العاملين والتكوين المتخصص للضباط حاملي الشهادات الجامعية. ان استمرارية المدرسة العسكرية في شرشال يدل على ان المدرسة مرت في أوقات مختلفة عبر هويات مختلفة أيضا. وخلال الحرب العالمية الثانية اعطت المدرسة الأولوية للشباب في المسابقات التطبيقية. بعد الحرب أعطيت المدرسة مهمة تكوين ضباط الصف وضباط الاحتياط المشاة. لذا كان التجنيد والبرامج التكوينية ليست هي نفسها الموجودة في نفس الوقت في فرنسا.
- من 1942 إلى عام 1962، كانت الحاجة لتدريب أكثر عدد ممكن من كوادر الجيش الفرنسي لانه خلال هذه الفترة كانت فرنسا في فترة حرب مستمرة، والصراعات الاستعمارية خليفة الحرب العالمية الثانية في كل من الهند الصينية و 1954-1962 في الجزائر.
- تخرج من الأكاديمية المئات من الإطارات، بعضهـم يشكلـون اليـوم قمــة الهــرم القيادي في الجيش الوطني الشعبي، كما تقلد بعضهم الآخر مناصب سامية في الدولة الجزائرية. كما تكوّن بها العديد من الإطارات الإفريقية والعربيــة، تبوأ بعضهــم أعلى المناصب في بلدانهم.

## أعلام المدينة
- آسيا جبار

## معرض صور شرشال

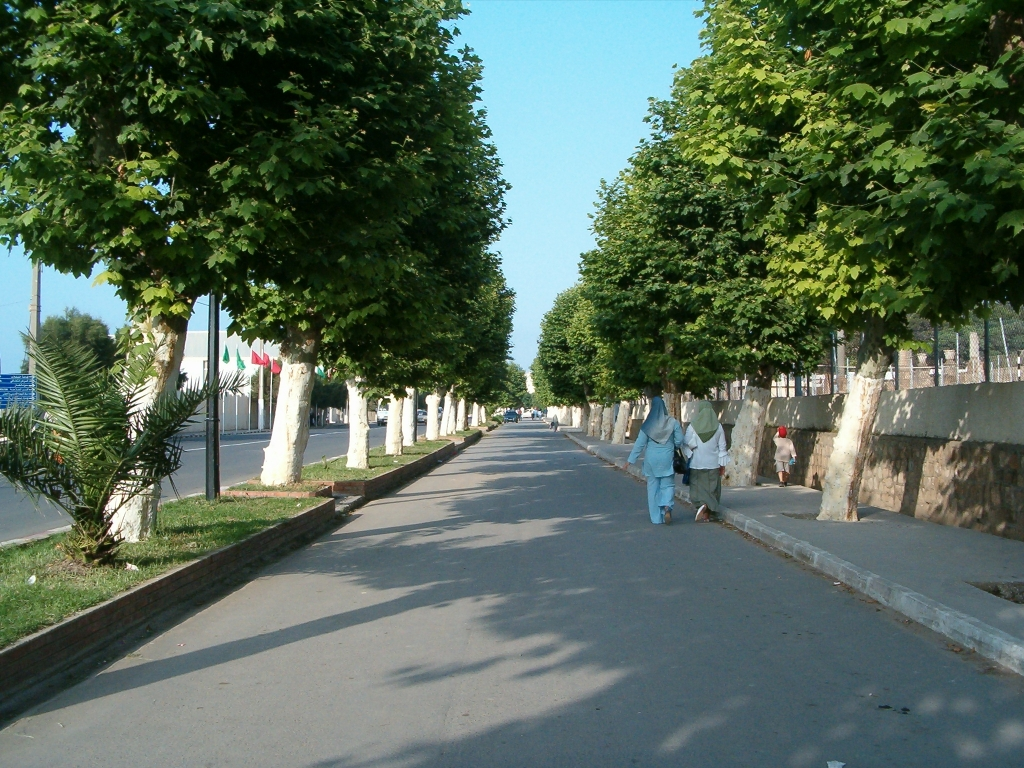
طريق حي تيزيرين بشرشال.
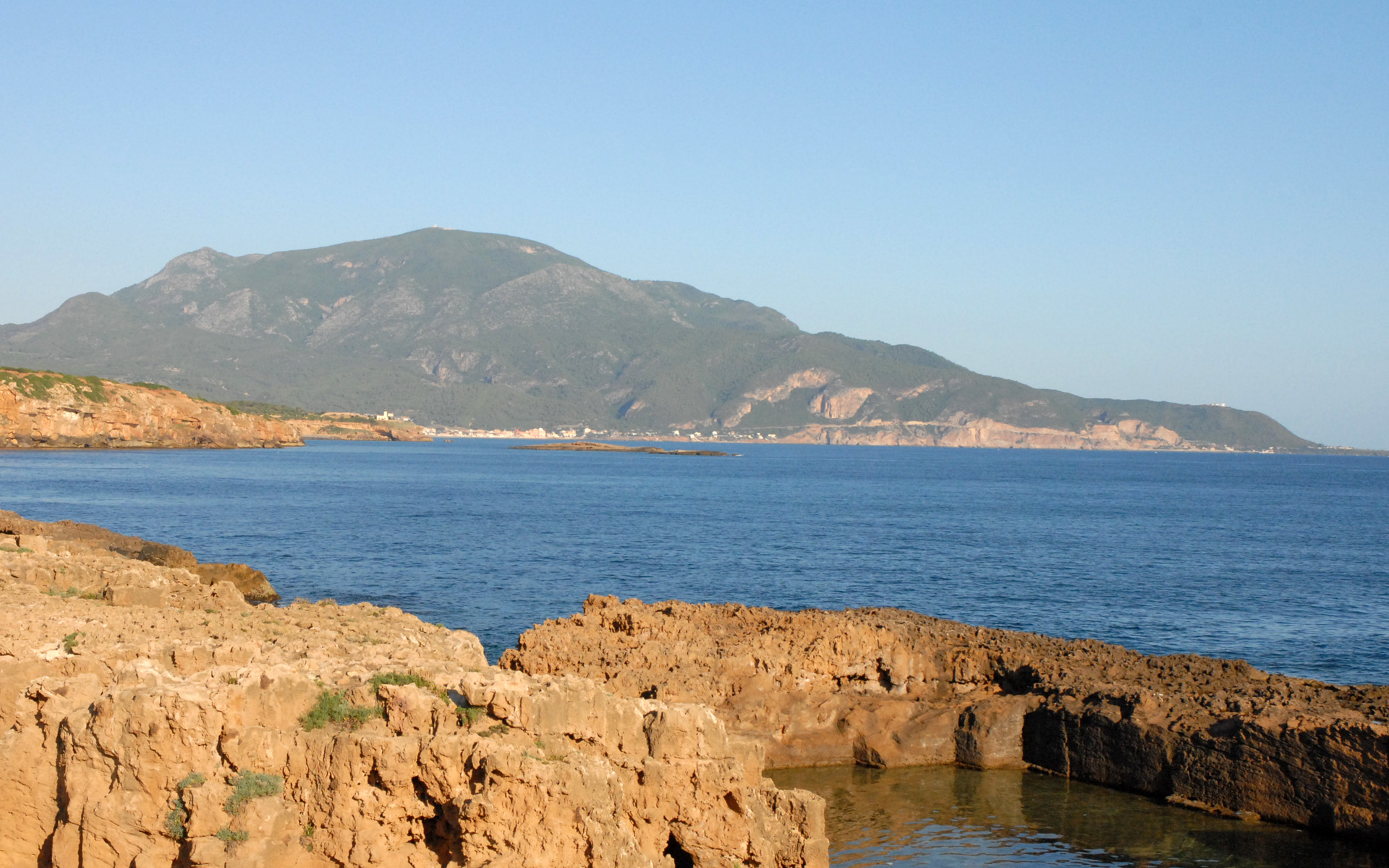
شرشال وجبل شنوة.
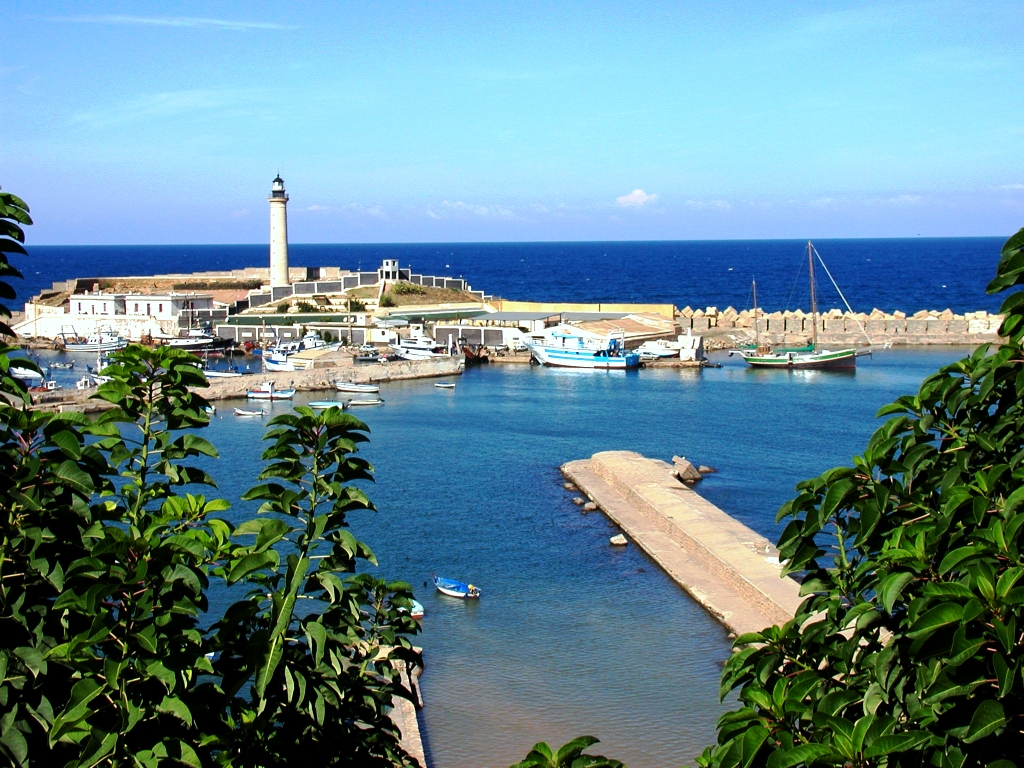
ميناء شرشال.
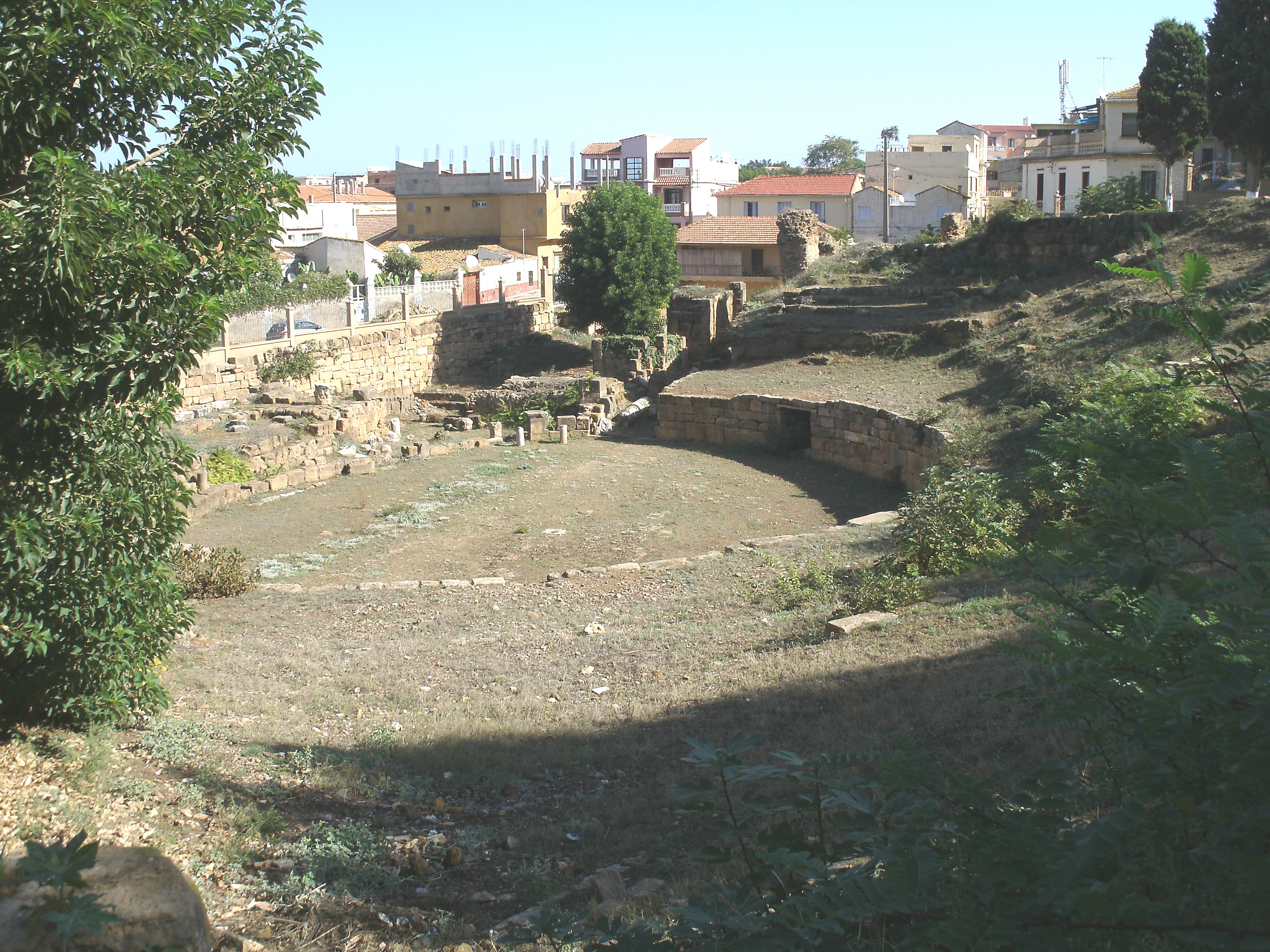
أحد المسارح الرومانية بشرشال.
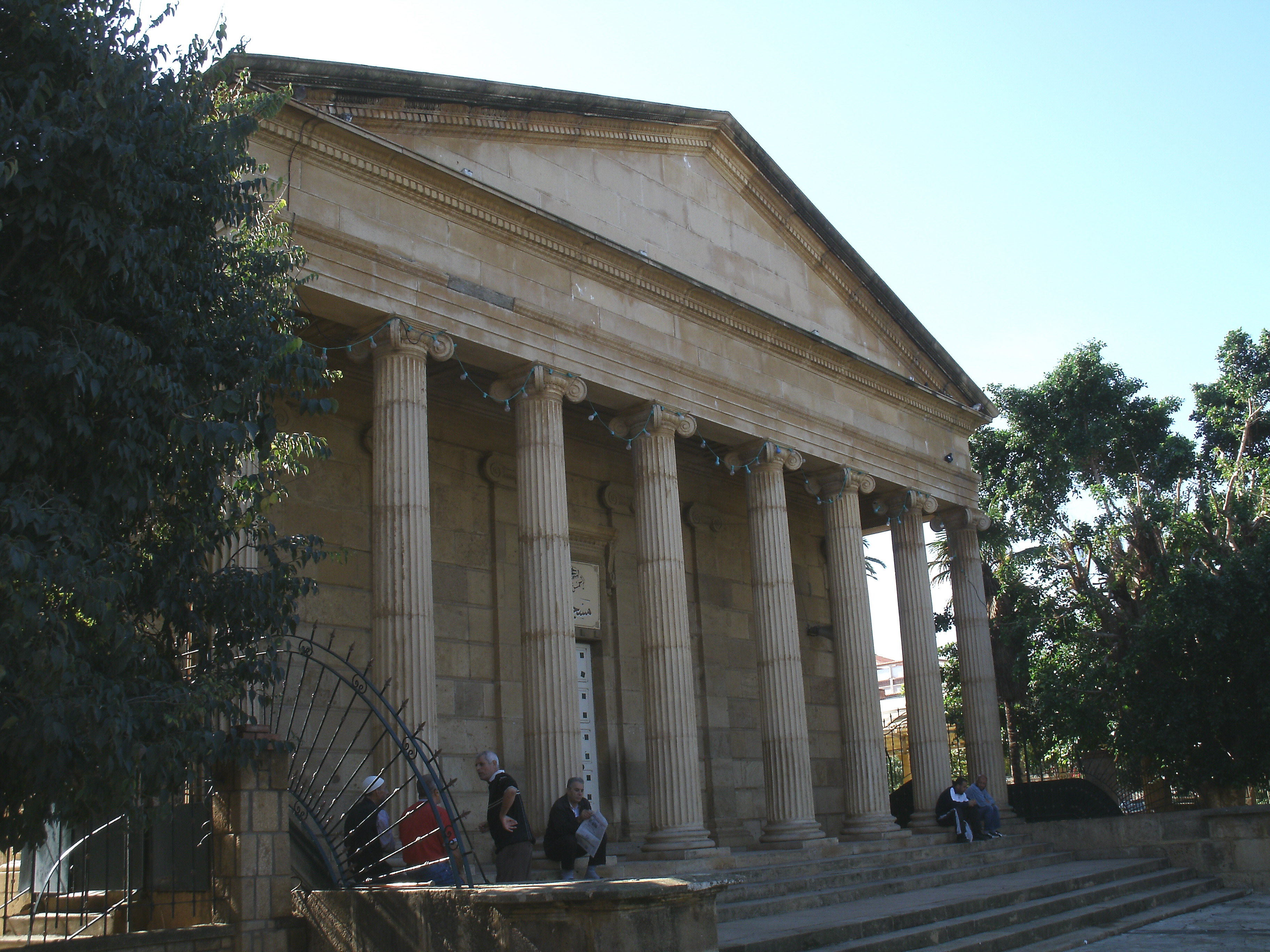
مسجد الرحمن من أشهر معالم مدينة شرشال
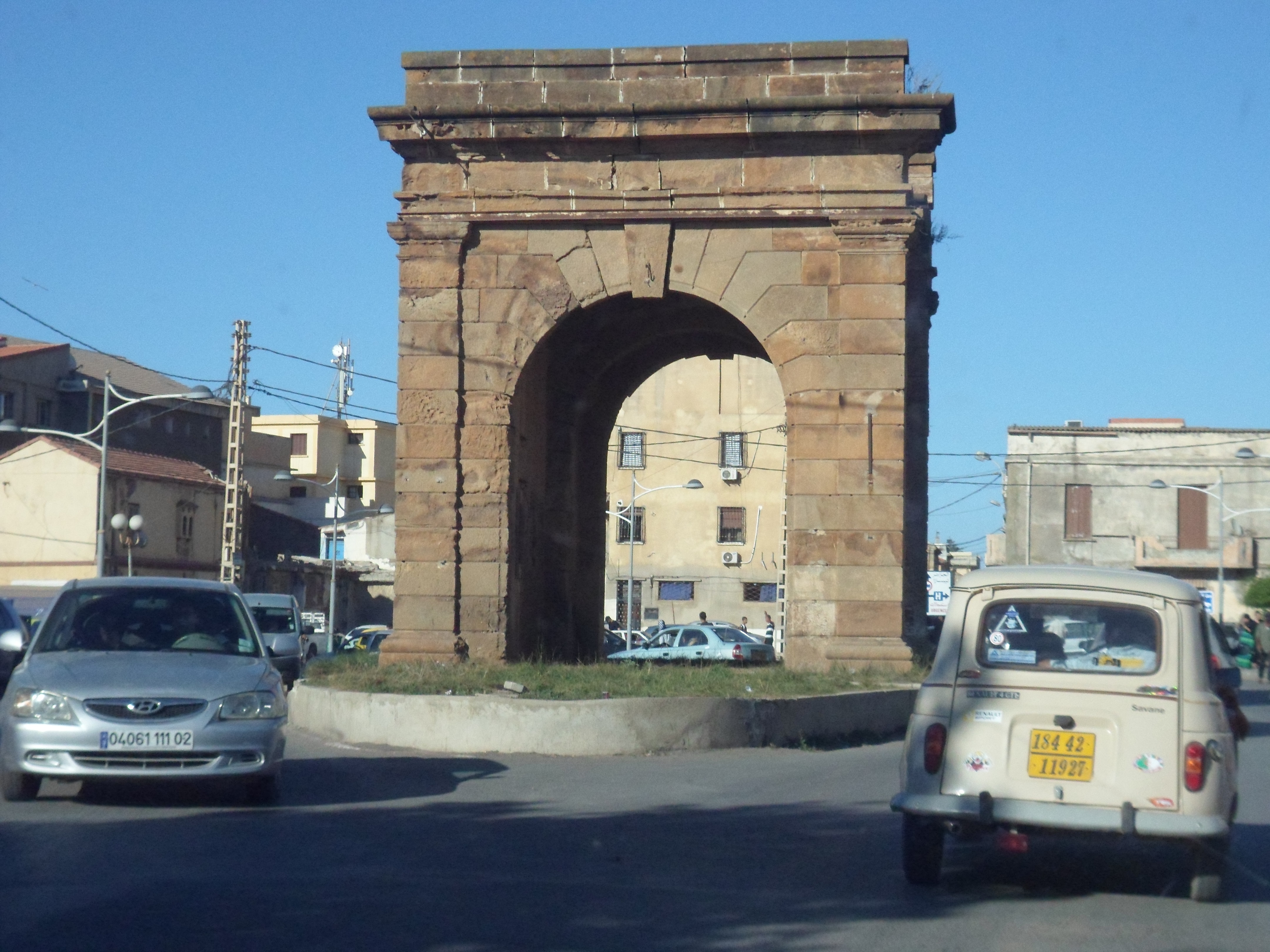
قوس النصر في باب الغرب
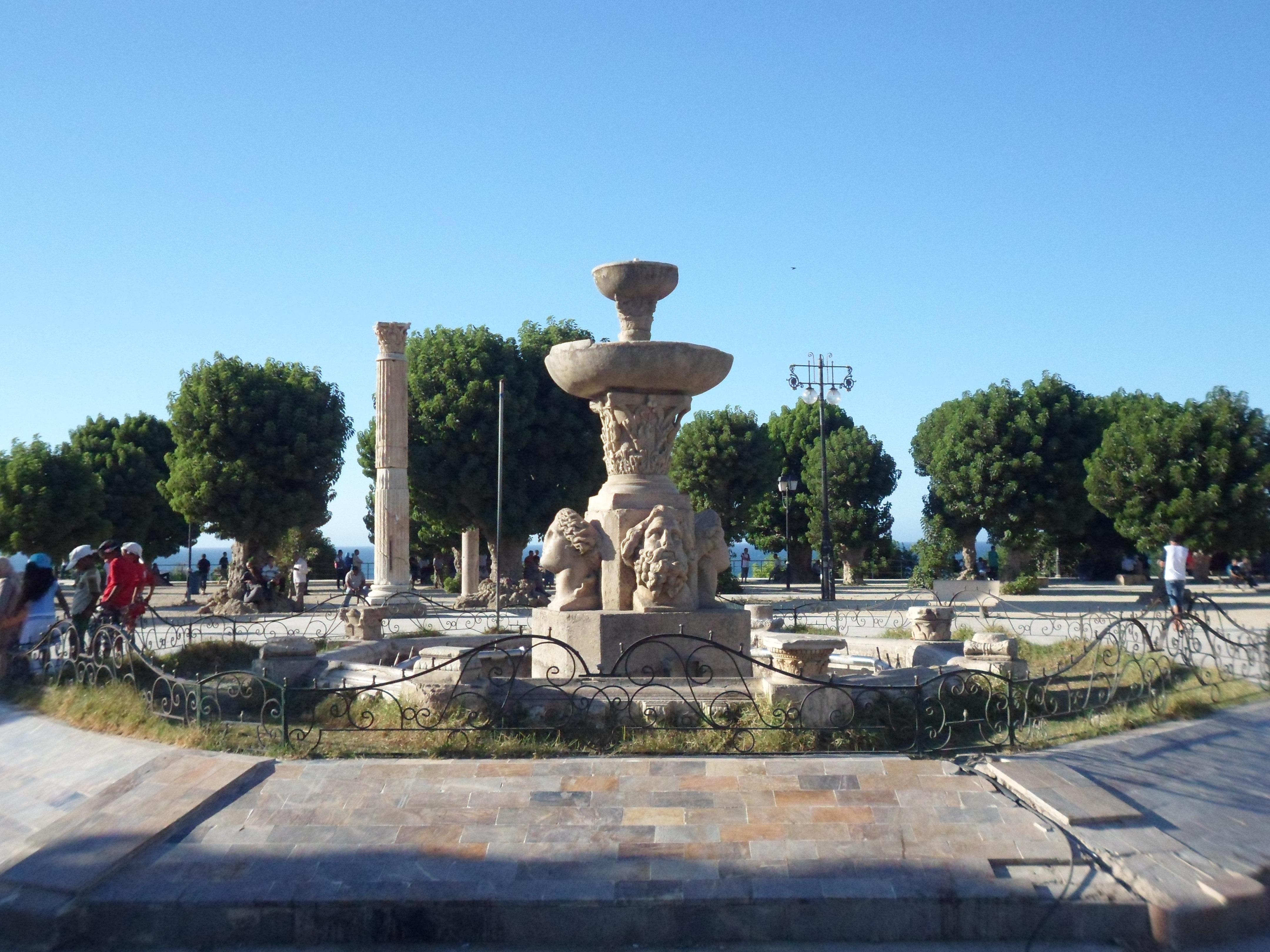
نافورة المدينة الرائعة
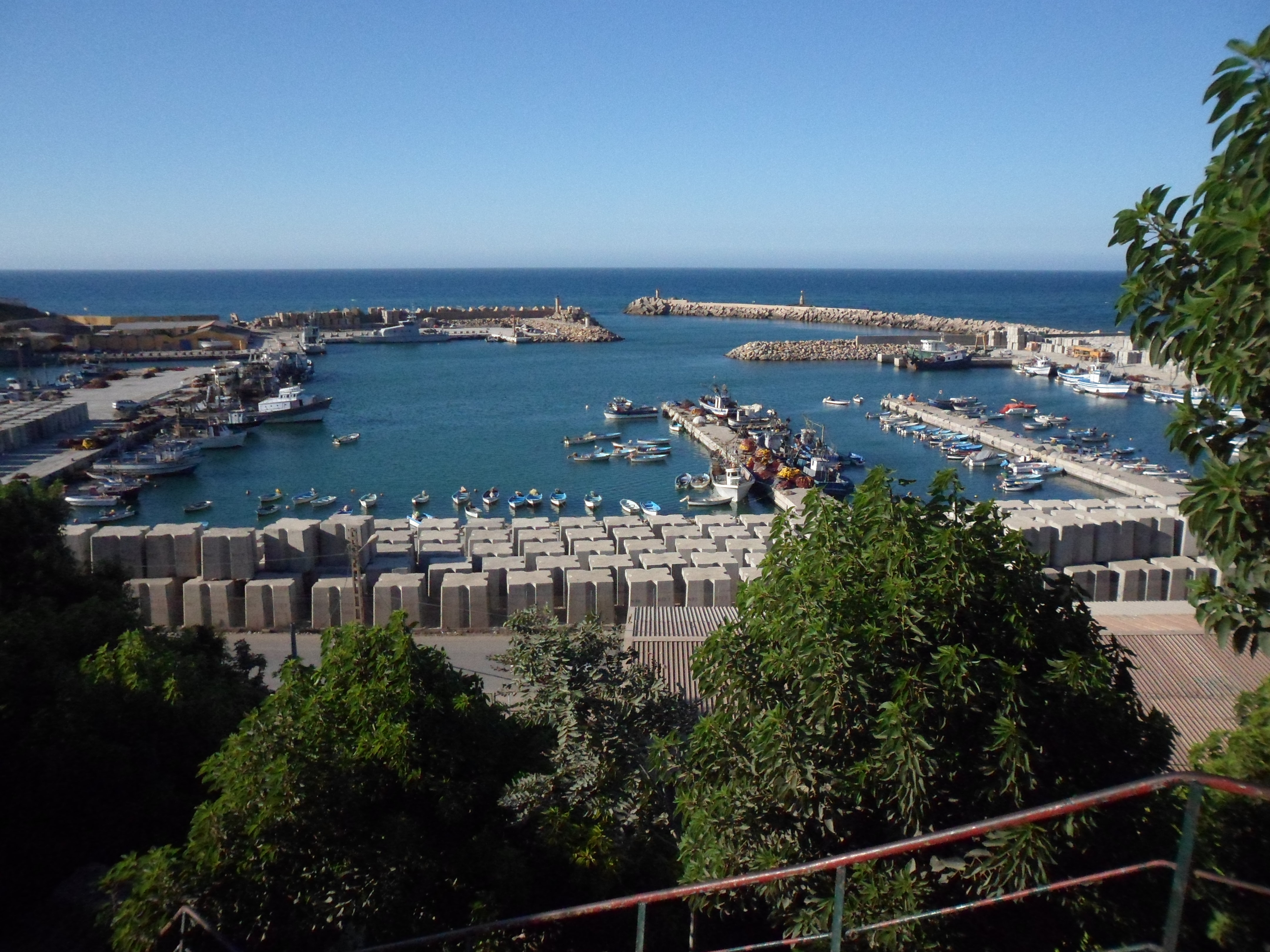
شواطئ شرشال جد مميزة

## وصلات خارجية
- صور أكثر من شرشال
- شرشال المدينة القيصرية